# Відновлення
Відно́влення (англ. reduction; нім. Reduktion f) — це процес приєднання електронів речовиною, при цьому ступінь окиснення її елементів знижується.

## Опис
{\displaystyle \mathrm {A\longrightarrow A^{+}+e^{-}} }
Окиснення: Речовина A як відновник віддає один електрон.
{\displaystyle \mathrm {B+e^{-}\longrightarrow B^{-}} }
Відновлення: Речовина В як окисник приймає електрон.
{\displaystyle \mathrm {A+B\longrightarrow A^{+}+B^{-}} }
Окиснювально-відновна реакція: Речовина А віддає електрон речовині В.
При відновленні атоми та йони приєднують електрони. При цьому відбувається пониження ступені окиснення елементу. Приклади: відновлення оксидів металів до вільних металів за допомогою водню, вуглецю, інших речовин; відновлення органічних кислот в альдегіди та спирти; гідрогенізація жирів тощо.
Відновник, що віддає електрони, набуває окиснювальних властивостей та перетворюється в спряжений окисник:
```
   
відно
```

```
   
100
```

```
виник
 - e− ↔ спряжений 
окисни
```

## ння в біоорганічній хімії
Основна стаття: Реакції відновлення в біоорганічній хімії
У біоорганічній хімії велике значення мають реакції відновлення, які є складовою частиною різних біохімічних процесів у біологічних системах, а в промисловості використовуються для синтезу цінних біоорганічних сполук.
Для відновлення органічних сполук можуть бути використані майже всі відновники. Частіше за все використовують водень (Н2) в присутності гетерогенних каталізаторів, гідриди металів та активні метали (Na або Zn). У біологічних системах роль донору водню грають різноманітні коферменти, наприклад НАДН, НАДФН та ФАДН2.
Найбільш загальним способом відновлення ненасичених вуглець-вуглецевих зв'язків є каталітичне гідрування.
У біологічних системах часто протікають реакції відновлення різних азотовмісних сполук, наприклад нітрилів і амідів карбонових кислот, у результаті яких утворюються первинні аміни
У деяких яскраво забарвлених харчових продуктах можуть бути барвники на основі аніліну. Постійне вживання в їжу таких продуктів може призвести до серйозних наслідків, оскільки анілін — яскраво виражений відновник має високу біохімічну активність; окислюючись він утворює в організмі людини різні токсичні сполуки. Промислове добування аніліну з нітробензолу є типовою реакцією відновлення (більш відома як реакція Зініна).
Одним з учасників ферментативних процесів відновлення є похідне 1,4-дигідропиридина — НАДН, що в при відновленні утворює НАД+ в різних окисно-відновних реакціях у складі таких складних циклів як цикл Кребса,цикл Кальвіна та ін. Наприклад, при участі НАДН протікає in vivo реакція перетворення альдегідів у спирти.
Взагалі відновлення карбонільних сполук (альдегідів, кетонів, складних естерів) призводить до утворення відповідних спиртів.
Чільне місце в біоорганічній хімії займає відновлення моносахаридів (альдоз, кетоз). При відновленні альдоз отримується лиш один поліол, кетоз — суміш двох поліолів. Наприклад, при відновленні D-фруктози борогідридом натрію (NaBH4) утворюються D-глюцит (сорбіт) і D-маніт.
Важливою є реакція відновлювального амінування, яка протікає в організмі в процесі біосинтезу α-амінокислот. Процес протікає за схемою приєднання—відщеплення і полягає в отриманні α-амінокислот з альдегідів та кетонів, з утворенням проміжного продукту — іміну, який потім відновлюється до аміну.

## Реакції відновлення в біологічних системах
Основна стаття:Реакції відновлення в біологічних системах

### Відновні коферменти
Всі оксидоредуктази потребують коферментів. Вони можуть діяти в розчинній формі (Р) або у вигляді простетичної групи (П). Окислювально-відновні реакції, поряд з переносом електронів, часто включають перенесення одного або двох протонів. Тому зазвичай прийнято говорити про перенесення відновлювальних еквівалентів. Стандартний потенціал Eo ' простетичної групи може значно відрізнятися в залежності від оточення в молекулі ферменту.
Піридиннуклеотиди НАД+ (NAD+) і НАДФ+ (NADP+) широко поширені як коферменти дегідрогеназ. Вони переносять гідрид-іон (2е- і 1 H+ + і діють завжди в розчинній формі. НАД+ передає відновлювальний еквівалент з катаболического шляху в дихальному ланцюзі і тим самим бере участь в енергетичному обміні. НАДФ+, навпаки, є найважливішим відновником при біосинтезі.
Никотинамід-аденін-динуклеотид (НАДН, NADH) — кофермент, присутній у всіх живих клітинах, входить до складу ферментів групи дегідрогеназ, які каталізують окислювально-відновні реакції; виконує функцію переносника електронів і водню, які приймає від окислюваних речовин. Відновлена форма (NADH) здатна переносити їх на інші речовини. Відмінність його від іншого найважливішого коферменту — никотинамідаденіндинуклеотидфосфата, або NADP, у тому, що останній містить у молекулі ще один залишок фосфорної кислоти, пов'язаної з 21-вуглецевим атомом рибози.
НАДФ•H— оксидаза, або NADPH-оксидаза(NOX), Никотинамідаденіндинуклеотидфосфат — клітинний мембрано-зв'язаний мультимолекулярний ферментний комплекс, що локалізується на плазматичній мембрані і в деяких органелах. Особливо збагачені цим ферментом фагоцитарні клітини, такі як макрофаги. Ці оксидази беруть участь у клітинній протимікробній захисній системі, а також у клітинної проліферації, диференціювання і регуляції експресії генів. Існує ціла група NADPH — оксидаз, які розрізняються по складу субодиниць, клітинної специфічності, регуляції та іншими параметрами.
Флавінові коферменти ФМН і ФАД знайдені в дегідрогеназі, оксидазі і монооксигеназі. Зазвичай обидва з'єднання ковалентно пов'язані з ферментами. Активною групою обох коферментів є флавін (ізоалоксазина), що має сполучену систему з трьох кілець, яка може при відновленні приймати два електрони і два протона. У ФМН до флавіну приєднаний фосфорильований поліол рібіт. ФАД складається з ФМН, пов'язаного з АМФ. Обидва сполуки є функціонально близькими коферментами .
У ліпоєвої кислоті функцію окислювально-відновного центру виконує внутрішньомолекулярний дисульфідний місток. Активна ліпоєва кислота ковалентно пов'язана із залишком лізину (R ') молекули ферменту. Ліпоєва кислота насамперед бере участь в окислювальному декарбоксилюванні 2-кетокислот. Дисульфідний місток також міститься в пептидному коферменті глутатіоні.
Функція убихінона (кофермент Q4) як переносника відновного еквівалента в дихальному ланцюзі має велике значення для живих організмів. При відновленні хінон перетворюється на ароматичний гідрохінон (убіхінол). Подібні системи хінон/гідрохінон беруть участь у реакціях фотосинтезу. До цього класу окислювально-відновних систем належать також вітаміни Е і К.
Група гема є окислювально-відновним кофактором у дихального ланцюга, а також може бути в складі монооксигенази і пероксидази. На відміну від гемоглобіну в цих випадках іон заліза змінює валентність.

### Редокс-потенціал
Основна стаття: Редокс-потенціал
Здатність відновника віддавати електрони окиснику виражається величиною окисно-відновного потенціалу (стандартного відновного потенціалу), або редокс-потенціалу. Як стандарт в усьому світі прийнятий редокс-потенціал реакції
Н2 = 2Н+ + 2е-
який при тиску газоподібного водню в 1 атмосферу при концентрації іонів Н+ рівній 1 моль/літр (що відповідає рН = 0) і при 25 °С умовно прийнятий за нуль. В умовах значення рН, прийнятого як стандарт при біохімічних розрахунках, тобто при рН 7,0, редокс-потенціал (Ео ') водневого електрода (системи Н2 — 2Н +) дорівнює — 0,42 В.

### Реакції відновлення в циклі Кальвіна та в процесі спиртового бродіння
див. також цикл Кальвіна, гліколіз, спиртове бродіння
Однією з найважливіших реакцій у циклі Кальвіна є реакція відновлення дифосфогліцеринової кислоти під дією ферменту тризофосфатдегідрогенази за рахунок НАДФ• Н з утворенням 3-фосфогліцеринового альдегіду.
Потім під дією гліцеральдегід-1,3-фосфатдегідрогенази біфосфогліцеринова кислота відновлюється НАД (Ф) • H (у рослин і ціанобактерій; у пурпурних і зелених бактерій відновником є НАД • H) паралельно з відщепленням одного залишку фосфорної кислоти. Утворюється гліцеральдегід-3-фосфат (фосфогліцеральдегід, ФГА, тріозофосфат) Таким чином 3-фосфогліцериновый альдегід у результаті складних реакцій, які каталізуються ферментами іде на синтез фруктозо-6-фосфату (основний продукт фотосинтезу попередник глюкози) та рібулозо-5-фосфату, який у свою чергу перетворюється на рібулозо-1,5-дифосфат, котрий приєднує СО2 і цикл повторюється.
Окремим випадком гліколізу, що протікає в біологічній системі дріжджів в анаеробних умовах є спиртове бродіння. Під час спиртового бродіння розщеплення глюкози починається гліколітичним шляхом (за винятком бактерії Zymomonas mobilis, у якої глюкоза метаболізує по шляху Ентнера-Дудорова).
У гліколітичних реакціях глюкоза розщеплюється і окиснюється до двох молекул пірувату, відбувається сусбтратне фосфорилювання двох молекул АДФ із утворенням АТФ, а також відновлюються до НАДН дві молекули НАД+. За аеробних умов НАДН знову окиснюється віддаючи електрони через ряд посередників на молекулярний кисень, і тоді знову може бути використаний у процесі гліколізу.
В анаеробних умовах регенерація НАД+ відбувається в кінцевих етапах бродіння, під час яких акцептором електронів є ацетальдегід, який утворюється із пірувату шляхом декарбоксилювання, яке каталізується піруватдекарбоксилазою. Цей фермент потребує присутності іонів Mg2+ і містить ковалентно приєднаний кофермент тіамінпірофосфат. Наступним кроком є відновлення ацетальдегіду до етилового спирту завдяки перенесенню гідрид-іона із НАДН, утвореного в гліколізі. Реакція відбувається за участі ферменту алкогольдегідрогенази, що містить в активному центрі іон цинку, який поляризує карбонільну групу субстрату полегшуючи приєднання гідриду.
Найважливішою реакцією в цьому циклі є відновлення ацетальдегіду до етанолу за участі ферменту алкогольдегідрогенази, активной групою якої є відновлювальний комплекс:
```
НАДН2: С
2
Н
4
=О + НАДН2 = С
2
Н
5
ОН + НАД
```